# Michael Cox
Michael Andrew Cox (25 oktober 1948 - 31 maart  2009) was een Engels biograaf en romanschrijver.
Cox was afkomstig uit Northamptonshire. Na zijn studie aan de Universiteit van  Cambridge nam hij twee albums en enkele singles op bij EMI onder het pseudoniem "Matthew Ellis" en een album als "Obie Clayton" bij DJM Records. In 1989 werd hij uitgever bij Oxford University Press. In 1983 publiceerde hij zijn eerste boek, een biografie van de mediëvist M.R. James, die vooral naam gemaakt had als schrijver van spookverhalen. Nadien volgden nog een aantal boeken over spoken. In 1991 gaf hij A Dictionary of Writers and their Works uit en in 2002 The Oxford Chronology of English Literature, een bibliografie met 30.000 werken van 4000 auteurs van 1474 tot 2000. Zijn eerste roman The Meaning of Night uit 2006 werd onmiddellijk een bestseller. Hij leed verschillende jaren aan kanker en overleed in maart 2009.